# Euproctis iseres
Euproctis iseres är en fjärilsart som beskrevs av Collenette 1955. Euproctis iseres ingår i släktet Euproctis och familjen tofsspinnare. Inga underarter finns listade i Catalogue of Life.